# Filip Novotný
Filip Novotný (* 11. September 2007 in Brünn) ist ein tschechischer Motorradrennfahrer.

## Karriere
Novotný wurde 2007 in Brünn geboren und zeigte früh sein Interesse am Motorradsport: bereits im Alter von zwei Jahren war er mit seinem Vater bei den Motorrad-WM-Rennen in Brünn zugegen. Seinen eigenen Einstieg schaffte er mit der Teilnahme an der Deutschen ADAC-Meisterschaft, in der er auf Anhieb in der Einstiegerklasse den dritten Platz holte.
Der Durchbruch gelang Novotný 2022 mit der Teilnahme am Northern Talent Cup. Er beendete seine erste Saison dort auf dem 17. Platz. Novotný startete 2023 erneut im Northern Talent Cup und schloss diesmal als Gesamtfünfter ab, nachdem er kein Rennen außerhalb der Top 9 beendet hatte. Seine einzige Podestplatzierung war der zweite Platz beim ersten Rennen auf dem Red Bull Ring.
2024 wechselte der Tscheche in die Supersport-300-Weltmeisterschaft zu Accolade Smrž Racing BGR. Sein Teamkollege ist der US-Amerikaner Christopher Clark. Seine bisher beste Platzierung erreichte er mit einem 17. Platz in Assen. Das Team absolvierte auch in der IDM Supersport 300 einen Gaststart auf dem Autodrom Most; Novotný beendete die Rennen als Fünfter und Sechster.

## Statistik in der Supersport-300-Weltmeisterschaft
(Stand: 15. Juni 2025)
| Saison | Team                     | Motorrad           | Rennen | Siege | Zweiter | Dritter | Poles | Schn. Runden | Punkte | Ergebnis |
| ------ | ------------------------ | ------------------ | ------ | ----- | ------- | ------- | ----- | ------------ | ------ | -------- |
| 2024   | Accolade Smrž Racing BGR | Kawasaki Ninja 400 | 16     | –     | –       | –       | –     | –            | 0      | 39.      |
| 2025   | Accolade Smrž Racing BGR | Kawasaki Ninja 400 | 8      | –     | –       | –       | –     | –            | 0      | 31.      |
| Gesamt | Gesamt                   | Gesamt             | 24     | 0     | 0       | 0       | 0     | 0            | 0      |          |